# 鹿児島市立春山小学校

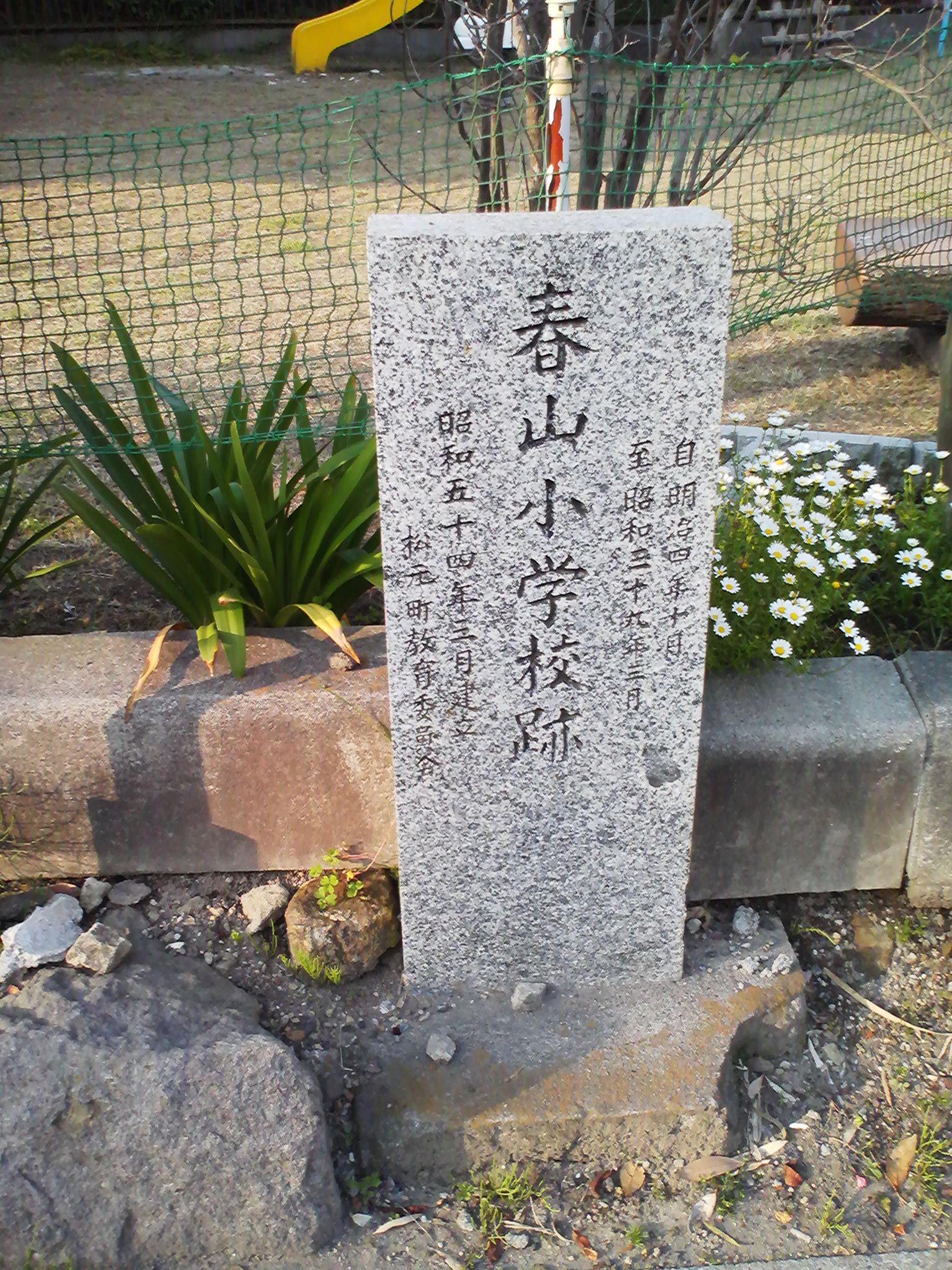
移転（1964年）以前の校地跡に所在する記念碑

鹿児島市立春山小学校（かごしましりつはるやましょうがっこう）は、鹿児島県鹿児島市春山町にある市立の小学校。1867年（慶応3年）に私塾として設立された。

## 概要
2014年（平成26年）5月現在の児童数は398人、学級数は16学級であった。
1867年（慶応3年）に9代四元六兵衛為徳によって私塾として設置され、1871年に伊集院第35郷校の分校として認可された。1875年には小学校教則改正により春山小学校となり、その後1890年に改称小学校公令により独立校となる。1924年には高等科が設置され、春山尋常高等小学校と改めた。
第二次世界大戦終戦後には学校教育令により上伊集院村立春山小学校とされた。1964年には馬場地域から現在の場所に移転している。春山町は鹿児島市街地に近く、ベッドタウンとして爆発的に児童数が増加する時期があったが、現在では落ち着きつつある。

## 沿革
- 1867年（慶応3年）5月 -　私塾として設立される。
- 1871年（明治4年）10月 - 第35郷校の分校として設置[3]。
- 1875年（明治8年）10月 - 小学校教則改正により春山小学校と改称[3]。
- 1886年（明治19年）10月 - 小学校令改正に伴い、春山簡易科小学校に改称[3]。
- 1892年（明治25年）10月 - 小学校令改正に伴い、春山尋常小学校に改称[3]。
- 1924年（大正13年）4月 - 高等科が設置され、春山尋常高等小学校と改称[3]。
- 1941年（昭和16年） - 国民学校令が施行されたのに伴い、春山国民学校に改称[3]。
- 1948年（昭和23年）4月 - 学制改革に伴い、上伊集院村立春山小学校に改称。
- 1960年（昭和35年）4月 - 上伊集院村が改名及び町制施行したのに伴い、松元町立春山小学校と改称。
- 1964年（昭和39年）4月 - 春山小学校移転（馬場地内から桟敷原地内へ）[4]。
- 2004年（平成16年）11月 - 松元町が鹿児島市に編入されたのに伴い、 鹿児島市立春山小学校と改称。

## 主な施設
- 校舎
  - 本校舎
  - 特殊教室
  - 新校舎
- 体育施設
  - 体育館
  - プール
- 春山校区公民館（敷地内）
- 春山児童クラブ

## 校歌
1954年（昭和29年）創立80周年記念に制定　　

作詞　沖　元恕
作曲　武田　恵喜秀　　　　　

1　朝に仰ぐ桜島　　燃ゆる力をたたえつつ
　　正しく強く朗らかに　　いそしむ吾等光あり
2　夕に望む桟敷原　　広き心をはぐくみつ
　　ゆたけくさとくあたたかに　　つとむる吾等望みあり
3　上山岡のいや高く　　はるけき伝統かがやかし
　　理想の旗をかざしつつ　　共に進まん手をとりて

## 通学区域
春山小学校の通学区域には以下の町丁が指定されている。
- 春山町の一部を除く全域
- 平田町の全域
- 四元町の全域
- 上谷口町の一部
- 五ケ別府町の一部（饅頭石）

## 進学先
公立の中学校に進学する場合は春山小学校の校区の全域が鹿児島市立松元中学校の通学区域に指定されている。

## 周辺
- 鹿児島西警察署松元交番
- 春山校区公民館（敷地内）
- 上山岡（校歌にも登場する）